# Nang Belawan
Nang Belawan is een bestuurslaag in het regentschap Karo van de provincie Noord-Sumatra, Indonesië. Nang Belawan telt 972 inwoners (volkstelling 2010).